# Lijst van vlinderfamilies in Nederland
In Nederland komen ongeveer 70 families van vlinders voor. 
- Acrolepiidae
- Adelidae - langsprietmotten

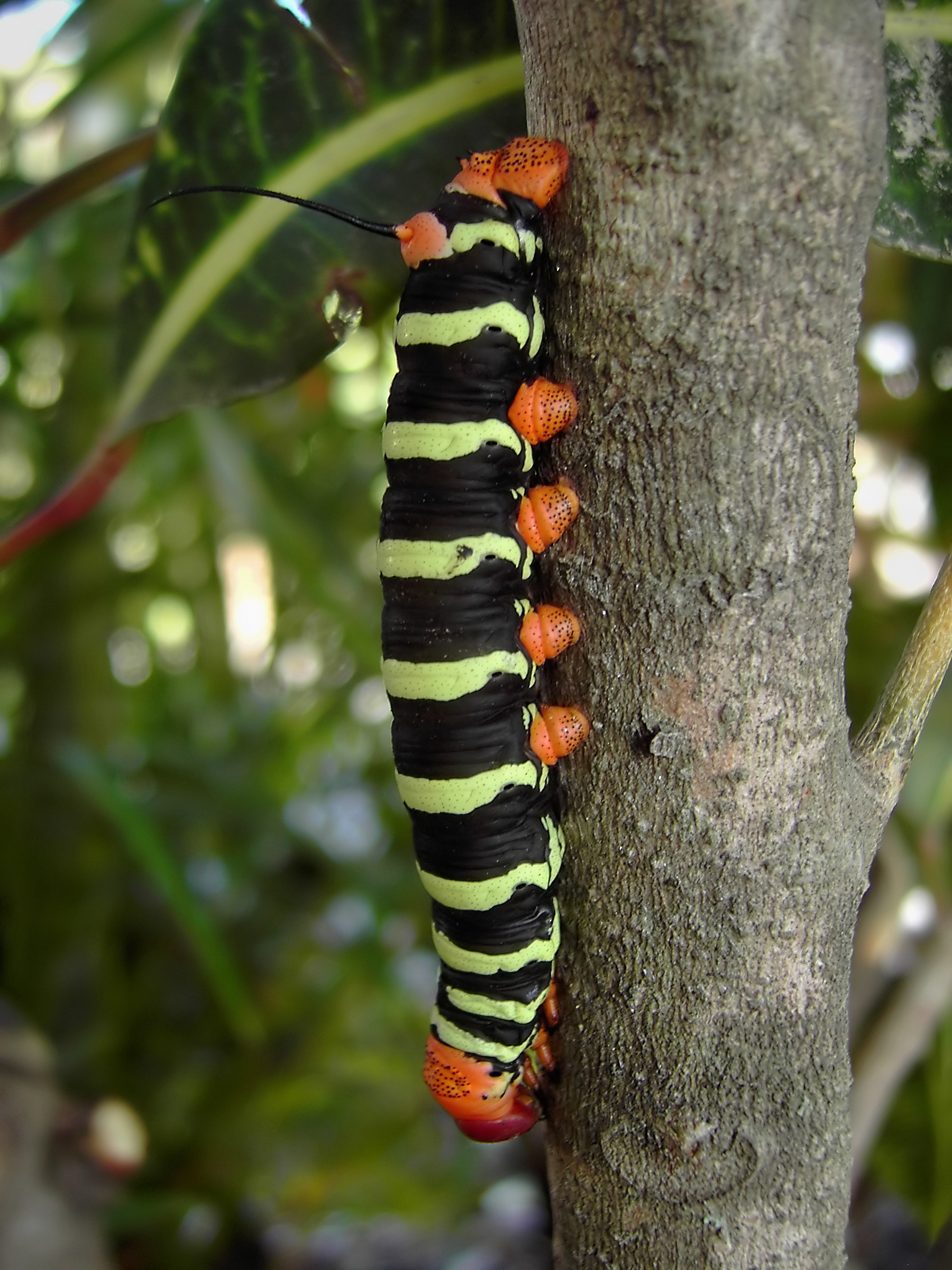
Rups van de pijlstaart Pseudosphinx tetrio.

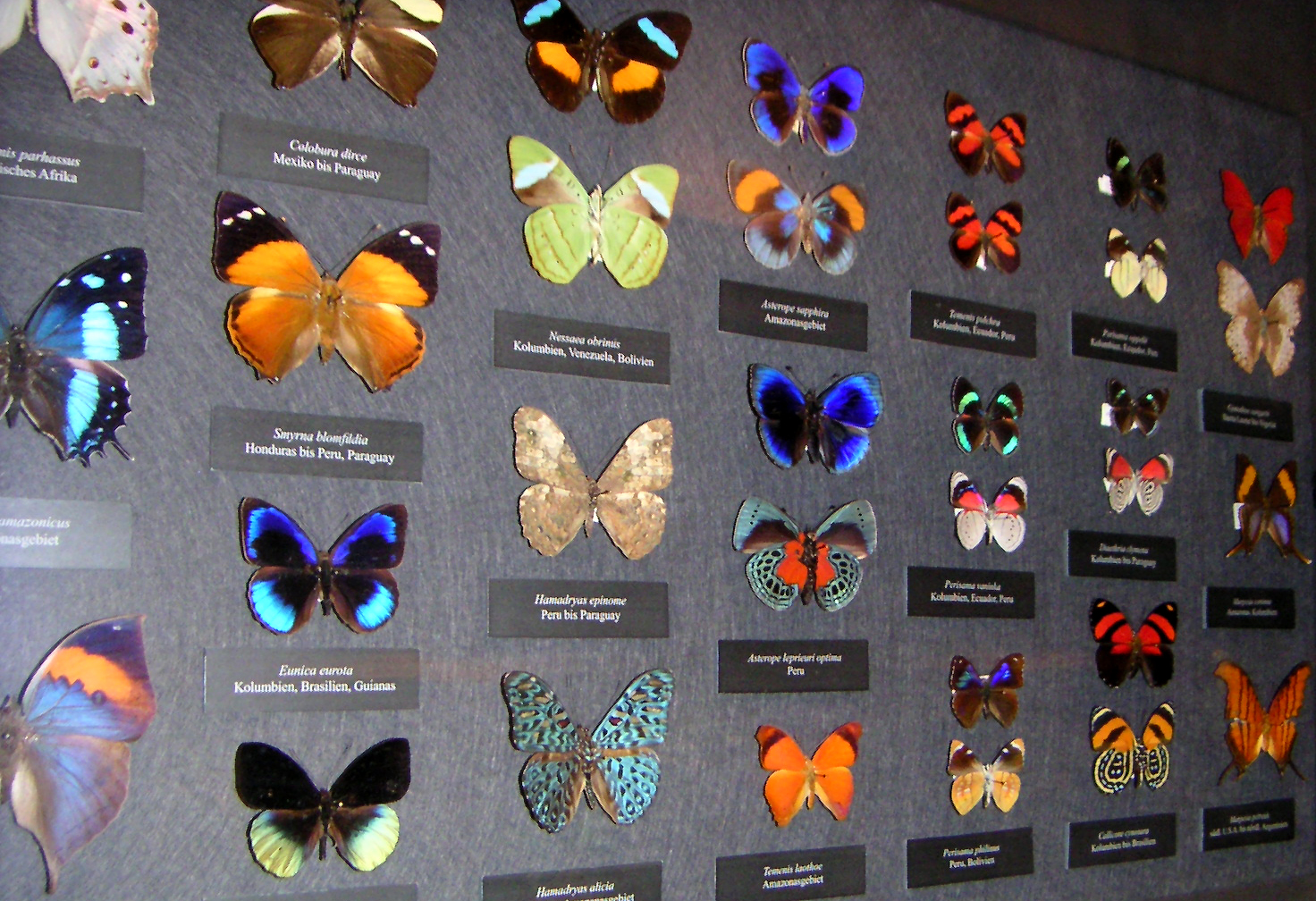
Een vlindercollectie.

- Alucitidae - waaiermotten of waaiervlinders
- Autostichidae - dominomotten
- Batrachedridae - smalvleugelmotten
- Bedelliidae - venstermineermotten
- Blastobasidae - spaandermotten
- Bombycidae - echte spinners
- Brahmaeidae - herfstspinners
- Bucculatricidae - ooglapmotten
- Choreutidae - glittermotten
- Chimabachidae - kortvleugelmotten
- Coleophoridae - kokermotten
- Cosmopterigidae - prachtmotten
- Cossidae - houtboorders
- Crambidae - grasmotten
- Douglasiidae - lepelmotten
- Drepanidae - eenstaartjes
- Elachistidae - grasmineermotten
- Endromidae - gevlamde vlinders, vroeger berkenspinners genoemd
- Epermeniidae - borstelmotten
- Eriocraniidae - purpermotten
- Gelechiidae - tastermotten of palpmotten
- Geometridae - spanners
- Glyphipterigidae - parelmotten
- Gracillariidae - mineermotten
- Heliodinidae - roestmotten
- Heliozelidae - zilvervlekmotten
- Hepialidae - wortelboorders
- Hesperiidae - dikkopjes
- Incurvariidae - witvlekmotten
- Lasiocampidae - spinners
- Limacodidae - slakrupsvlinders
- Lycaenidae - vuurvlinders en blauwtjes
- Lyonetiidae - sneeuwmotten
- Lypusidae - zaksikkelmotten
- Micropterigidae - oermotten
- Momphidae - wilgenroosjesmotten
- Nepticulidae - dwergmineermotten
- Noctuidae - uilen
- Nolidae - visstaartjes
- Notodontidae - tandvlinders
- Nymphalidae - schoenlappers, parelmoervlinders en zandoogjes
- Oecophoridae - sikkelmotten
- Opostegidae - oogklepmotten
- Papilionidae - pages
- Pieridae - witjes
- Plutellidae - koolmotten of springmotten
- Prodoxidae - yuccamotten
- Psychidae - zakjesdragers
- Pterophoridae - vedermotten
- Pyralidae - snuitmotten of lichtmotten
- Roeslerstammiidae
- Saturniidae - nachtpauwogen
- Schreckensteiniidae - gevorkte motten
- Scythrididae - dikkopmotten
- Sesiidae - wespvlinders
- Sphingidae - pijlstaarten
- Thyrididae - venstervlekjes
- Tineidae - echte motten
- Tischeriidae - vlekmineermotten
- Tortricidae - bladrollers
- Yponomeutidae - stippelmotten of spinselmotten
- Ypsolophidae - spitskopmotten
- Zygaenidae - bloeddrupjes

## Niet meer de status van familie
- Agonoxeninae - kwastmotten  (naar familie grasmineermotten)
- Arctiinae - beervlinders (naar familie spinneruilen)
- Ethmiinae (naar familie grasmineermotten)
- Lymantriinae - donsvlinders (naar familie spinneruilen)
- Thaumetopoeinae - processievlinders (naar familie tandvlinders)